# Caelorrhina barthi
Caelorrhina barthi är en skalbaggsart som beskrevs av Edgar von Harold 1878. Caelorrhina barthi ingår i släktet Caelorrhina och familjen Cetoniidae.

## Underarter
Arten delas in i följande underarter:
- C. b. mashuna
- C. b. rubriventris